# Eparchie Battery
Die Eparchie Battery (lateinisch Eparchia Batteriensis) ist eine in Indien gelegene Eparchie der syro-malankarischen Kirche mit Sitz in Sulthan Bathery, Wayanad, Kerala.

## Geschichte
Die Eparchie Battery wurde am 28. Oktober 1978 durch Papst Johannes Paul II. mit der Apostolischen Konstitution Constat Paulum VI aus Gebietsabtretungen der Eparchie Tiruvalla errichtet und der Erzeparchie Trivandrum als Suffragandiözese unterstellt. Am 15. Mai 2006 wurde die Eparchie Battery der Erzeparchie Tiruvalla als Suffragandiözese unterstellt. Die Eparchie Battery gab am 25. Januar 2010 Teile ihres Territoriums zur Gründung der Eparchie Puthur ab.
Die Eparchie Battery erfasst nur die syro-malankarischen Katholiken des Gebietes. Die dort ebenfalls wohnenden Katholiken des lateinischen Ritus und des syro-malabarischen Ritus gehören zu anderen Diözesen.

## Bischöfe der Eparchie Battery
- Cyril Baselios Malancharuvil OIC, 1978–1995, dann Erzbischof von Trivandrum
- Geevarghese Divannasios Ottathengil, 1996–2010, dann Bischof von Puthur
- Joseph Thomas Konnath, seit 2010